# 琉球薬局方
琉球薬局方（りゅうきゅうやっきょくほう）は、琉球政府が発行した医薬品に関する規準書で、日本本土における「日本薬局方」に相当する。沖縄で使用されていた医薬品や生薬が収載されている他、試験法や純度の基準、剤形などが記されていた。